# Juan José Rocha García
Juan José Rocha García (Cartagena, 1877-Barcelona, 1938) fue un político y abogado español.

## Biografía
Nació en la localidad murciana de Cartagena el 15 de junio de 1877. Realizó estudios de derecho por la Universidad de Madrid, especialidad en la que se licenció. En 1905 se trasladaría a Barcelona, donde ejerció como abogado.
En la ciudad condal inició su actividad política. Se convirtió en uno de los dirigentes del Partido Republicano Radical, de cuyo líder, Alejandro Lerroux, fue secretario particular entre 1906 y 1909. En 1916 fue elegido concejal en el Ayuntamiento de Barcelona y un año después asumiría el cargo de alcalde. Tras la proclamación de la Segunda República desempeñó importantes cargos: embajador de España en Portugal, entre 1931 y 1933, o presidente del Consejo de Estado.
Ocupó la cartera de Guerra en el gobierno que presidió Lerroux, entre septiembre y octubre de 1933. Unos meses después participó en las elecciones generales por la circunscripción de Murcia, obteniendo acta de diputado.
En diciembre de 1933 fue nombrado ministro de Marina, cargo que mantendría durante los gabinetes presididos por Lerroux y Ricardo Samper. A este cargo se sumó posteriormente el de ministro de Estado, puesto que asumió con carácter interino entre mayo y agosto de 1934. En noviembre de ese año se haría cargo otra vez, con carácter interino, de la cartera de Estado; a partir de enero de 1935 cesó en Marina y asumió formalmente el cargo de ministro de Estado.
Entre septiembre y octubre de 1935 ejerció como ministro de Instrucción Pública y Bellas Artes en el gabinete presidido por Joaquín Chapaprieta. Tras su cese no volvería a asumir cargos públicos de relevancia.
Falleció en Barcelona en julio de 1938.